# ایرپورت درایو (میسوری)
ایرپورت درایو، میسوری (به انگلیسی: Airport Drive, Missouri) یک منطقهٔ مسکونی در ایالات متحده آمریکا است که در میزوری واقع شده‌است.

## خصوصیات
ایرپورت درایو ۵٫۱۸ کیلومترمربع مساحت و ۶۹۸ نفر جمعیت دارد و ۲۹۳ متر بالاتر از سطح دریا واقع شده‌است.